# 四貫島
四貫島（しかんじま）は、大阪府大阪市此花区にある町名。現行行政地名は四貫島一丁目および四貫島二丁目。

## 地理
此花区の東部に位置し、東に朝日、西に春日出北、南に梅香、北に伝法と接している。

### 河川
- 正蓮寺川

## 歴史
江戸時代初期、この一帯は四貫島浦と呼ばれていた。四貫島の地名の由来には以下の諸説がある。
- ある人が四貫文でこの島を買い取ったため（摂陽群談）[6][7]。
- 「四官」という唐人が住んでいたことからきており、のちに「四貫島」と字が変わった（大田南畝）[6][7]。
- 観音菩薩像が安治川の洲に流れ着いたことから、観音の止まり給う島として「止観島」と命名された[6][7]。

### 沿革
- 1889年（明治22年）4月1日 町村制施行により、西成郡川北村大字四貫島となる。
- 1897年（明治30年）4月1日 大阪市へ編入され、西区川北大字四貫島となる。
- 1900年（明治33年） 西区四貫島町となる。
- 1925年（大正14年）4月1日 新設の此花区へ転属となり、同区四貫島元宮町・四貫島笹原町・四貫島文徳町・四貫島嘉永町・四貫島葭町・四貫島徳平町1 - 2丁目・四貫島大通1 - 3丁目・四貫島旭町1 - 3丁目・四貫島正岡町・四貫島宗安町・四貫島千鳥町・四貫島梅香町・四貫島宮居町・四貫島白鳥町となる。
- 1976年（昭和51年） 四貫島元宮町・四貫島文徳町のそれぞれ全域と四貫島笹原町・四貫島嘉永町・四貫島葭町・四貫島徳平町1 - 2丁目・四貫島大通2 - 3丁目のそれぞれ一部を四貫島1 - 2丁目の現行行政地名に改編（大阪市の地名参照）。

## 世帯数と人口
2019年（平成31年）3月31日現在の世帯数と人口は以下の通りである。
| 丁目         | 世帯数    | 人口    |
| ------------ | --------- | ------- |
| 四貫島一丁目 | 422世帯   | 864人   |
| 四貫島二丁目 | 740世帯   | 1,225人 |
| 計           | 1,162世帯 | 2,089人 |

### 人口の変遷
国勢調査による人口の推移。
| 1995年（平成7年）  | 2,241人 | [ 8 ]  |  |
| 2000年（平成12年） | 1,994人 | [ 9 ]  |  |
| 2005年（平成17年） | 1,766人 | [ 10 ] |  |
| 2010年（平成22年） | 1,829人 | [ 11 ] |  |
| 2015年（平成27年） | 2,123人 | [ 12 ] |  |

### 世帯数の変遷
国勢調査による世帯数の推移。
| 1995年（平成7年）  | 916世帯 | [ 8 ]  |  |
| 2000年（平成12年） | 846世帯 | [ 9 ]  |  |
| 2005年（平成17年） | 785世帯 | [ 10 ] |  |
| 2010年（平成22年） | 905世帯 | [ 11 ] |  |
| 2015年（平成27年） | 987世帯 | [ 12 ] |  |

## 事業所
2016年（平成28年）現在の経済センサス調査による事業所数と従業員数は以下の通りである。
| 丁目         | 事業所数  | 従業員数 |
| ------------ | --------- | -------- |
| 四貫島一丁目 | 104事業所 | 629人    |
| 四貫島二丁目 | 92事業所  | 479人    |
| 計           | 196事業所 | 1,108人  |

## 交通

### 鉄道
- 阪神電気鉄道
阪神なんば線 千鳥橋駅

### 道路
- 国道43号

## 施設
- 此花区民ホール（一丁目）。ネーミングライツ導入により2019年より3年間の愛称は「此花区民一休ホール」。
- 大阪市立此花図書館（一丁目）
- 大阪市立四貫島小学校（二丁目）
- 此花区子ども・子育てプラザ（二丁目）
- 千鳥橋公園（一丁目）
- 四貫島西公園（二丁目）
- マックスバリュエクスプレス 千鳥橋店（一丁目）
- 浄興寺（二丁目）

## その他

### 日本郵便
- 〒554-0014[3]（集配局：此花郵便局[14]）